# Hipertransaminasèmia

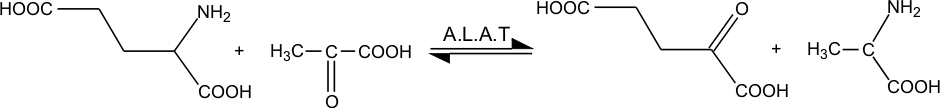
La alanina-aminotransferasa és una de les dues transaminases mesurades (la aspartat-aminotransferasa és l'altra)

En medicina, la presència de transaminases elevades o hipertransaminasèmia, de forma comuna transaminases alanina-aminotransferasa (ALT) i aspartat-aminotransferasa (AST), pot ser un indicador de dany hepàtic. Els rangs normals tant per ALT com per AST varien segons el gènere, l'edat i la geografia i són aproximadament de 8-40 U/L. La hipertransaminasèmia lleu-moderada es refereix a nivells de fins a 250 U/L. Els augments induïts per fàrmacs, com el que es troba amb l'ús d'agents antituberculosos com la isoniazida, es limiten normalment a menys de 100 U/L per ALT o AST. Les fonts musculars dels enzims, com l'exercici intens, no estan relacionades amb la funció hepàtica i poden augmentar notablement l'AST i l'ALT. La insuficiència hepàtica fulminant secundària a l'hepatitis solen assolir valors tant per ALT com per AST en el rang >1000 U/L. Les transaminases elevades que persisteixen menys de sis mesos es denominen de naturalesa "aguda" i els valors que persisteixen durant sis mesos o més es denominen de naturalesa "crònica".